# Bundesstelle für Flugunfalluntersuchung
Koordinaten: 52° 18′ 51,33″ N, 10° 33′ 10,9″ O
Die Bundesstelle für Flugunfalluntersuchung (BFU) ist die nach der EG-Richtlinie 94/56/EG vom 21. November 1994 über Grundsätze für die Untersuchung von Unfällen und Störungen in der Zivilluftfahrt geforderte nationale Untersuchungsstelle für Deutschland.
Die Bundesstelle hat ihren Sitz im Braunschweiger Stadtteil Waggum am Flughafen Braunschweig-Wolfsburg.

## Geschichte

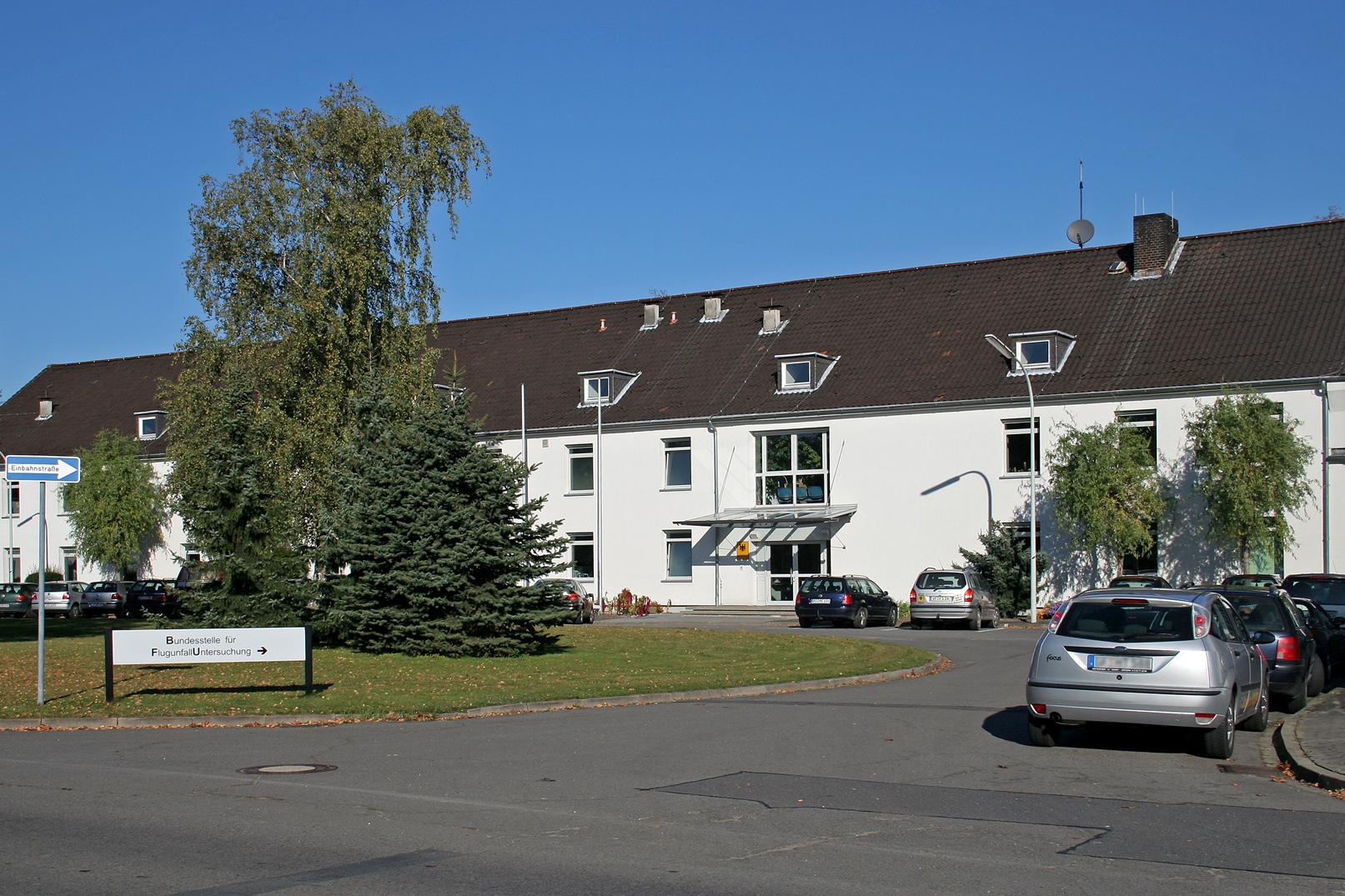
Bundesstelle für Flugunfalluntersuchung, Dienstgebäude am Flughafen Braunschweig-Wolfsburg

Gemäß Artikel 26 des Abkommens über die Internationale Zivilluftfahrt („Chicagoer Abkommen“ von 1944) hat jeder Staat, in dessen Hoheitsgebiet sich ein Flugunfall ereignet hat, eine Untersuchung über die Umstände des Unfalls durchzuführen. Diejenigen Länder, in denen die betroffenen Luftfahrzeuge konstruiert, gebaut, zugelassen oder eingetragen worden sind, können an der Untersuchung teilnehmen. Alleiniger Zweck dieser Untersuchungen ist die Verhütung von Flugunfällen und damit eine Verbesserung der Flugsicherheit. Details zum Ablauf einer solchen Untersuchung sind im Annex 13 des Abkommens festgeschrieben.
Anfänglich wurden die Flugunfalluntersuchungen häufig von der Aufsichtsbehörde durchgeführt. Da aber eine Aufsichtsbehörde durch den Erlass von unzweckmäßigen Vorschriften oder durch das Unterlassen ihrer Pflichten an der Entstehung eines Flugunfalls beteiligt sein kann, ist hier eine Gewaltentrennung sinnvoll. Die Internationale Zivilluftfahrtorganisation (ICAO) hat deshalb in den 1950er-Jahren empfohlen, dass Flugunfälle von unabhängigen Stellen untersucht werden.
Um die Richtlinie 94/56/EG in deutsches Recht umzusetzen, wurde das Flugunfalluntersuchungsgesetz (FlUUG) am 26. August 1998 erlassen und am 1. September 1998 in Kraft gesetzt. Es ersetzte die bis dahin gültige Allgemeine Verwaltungsvorschrift für die fachliche Untersuchung von Flugunfällen bei dem Betrieb von Luftfahrzeugen.
Gleichzeitig mit der Inkraftsetzung des FlUUG wurde die BFU als eigenständige, dem Bundesministerium für Verkehr (BMV) unmittelbar nachgeordnete Bundesoberbehörde errichtet. Zuvor waren Flugunfalluntersuchungen Aufgabe der Abteilung Flugunfalluntersuchungsstelle (FUS) des Luftfahrt-Bundesamtes.

## Struktur
Die BFU gliedert sich unterhalb des Direktors in vier Abteilungen:
|                                                              |                                                              |                                                              |                                                              |                                                              |                                                              |  |  |                                                                  |                                                                  |                                                                  |                                                                  | Direktor der BFU                                                 |                                                                  |  |  |                                                                                   |                                                                                   |                                                                                   |                                                                                   |                                                                                   |                                                                                   |  |  |                          |                          |                          |                          |                          |                          |
|                                                              |                                                              |                                                              |                                                              |                                                              |                                                              |  |  |                                                                  |                                                                  |                                                                  |                                                                  |                                                                  |                                                                  |  |  |                                                                                   |                                                                                   |                                                                                   |                                                                                   |                                                                                   |                                                                                   |  |  |                          |                          |                          |                          |                          |                          |
|                                                              |                                                              |                                                              |                                                              |                                                              |                                                              |  |  |                                                                  |                                                                  |                                                                  |                                                                  |                                                                  |                                                                  |  |  |                                                                                   |                                                                                   |                                                                                   |                                                                                   |                                                                                   |                                                                                   |  |  |                          |                          |                          |                          |                          |                          |
| Untersuchungseinheit Untersuchung von Unfällen und Störungen | Untersuchungseinheit Untersuchung von Unfällen und Störungen | Untersuchungseinheit Untersuchung von Unfällen und Störungen | Untersuchungseinheit Untersuchung von Unfällen und Störungen | Untersuchungseinheit Untersuchung von Unfällen und Störungen | Untersuchungseinheit Untersuchung von Unfällen und Störungen |  |  | Fachbereich 1 Flugschreiberlabor, Avioniklabor, Halle, Werkstatt | Fachbereich 1 Flugschreiberlabor, Avioniklabor, Halle, Werkstatt | Fachbereich 1 Flugschreiberlabor, Avioniklabor, Halle, Werkstatt | Fachbereich 1 Flugschreiberlabor, Avioniklabor, Halle, Werkstatt | Fachbereich 1 Flugschreiberlabor, Avioniklabor, Halle, Werkstatt | Fachbereich 1 Flugschreiberlabor, Avioniklabor, Halle, Werkstatt |  |  | Fachbereich 2 Grundsatzangelegenheiten, Flugsicherheitsarbeit, IT-Angelegenheiten | Fachbereich 2 Grundsatzangelegenheiten, Flugsicherheitsarbeit, IT-Angelegenheiten | Fachbereich 2 Grundsatzangelegenheiten, Flugsicherheitsarbeit, IT-Angelegenheiten | Fachbereich 2 Grundsatzangelegenheiten, Flugsicherheitsarbeit, IT-Angelegenheiten | Fachbereich 2 Grundsatzangelegenheiten, Flugsicherheitsarbeit, IT-Angelegenheiten | Fachbereich 2 Grundsatzangelegenheiten, Flugsicherheitsarbeit, IT-Angelegenheiten |  |  | Fachbereich 3 Verwaltung | Fachbereich 3 Verwaltung | Fachbereich 3 Verwaltung | Fachbereich 3 Verwaltung | Fachbereich 3 Verwaltung | Fachbereich 3 Verwaltung |

## Aufgaben
Das FlUUG sieht vor, dass die BFU Flugunfälle und schwere Störungen eigenständig, insbesondere ohne Einflussnahme von Dritten, untersucht und deren Ursachen ermittelt. Um dies zu gewährleisten, ist die BFU zur Aufnahme von Berichten über Unfälle und Störungen im Luftverkehr rund um die Uhr zu erreichen. Sie wird in Kenntnis gesetzt, wenn in Deutschland Flugunfälle oder schwere Störungen in der zivilen Luftfahrt auftreten und wenn deutsche Luftfahrzeuge im Ausland betroffen sind. Unverzüglich wird dann entschieden, ob eine Untersuchung vor Ort eingeleitet werden muss. Hierzu stehen flächendeckend Gutachter zur Verfügung, die die ersten Maßnahmen ergreifen können, bis das Team der BFU am Unfallort eingetroffen ist. Der Untersuchungsführer und sein Team begeben sich, falls entsprechend entschieden wurde, anschließend an den Unfallort. Unmittelbar nach Abschluss der gegebenenfalls durchgeführten Brandbekämpfungs- und Rettungsmaßnahmen muss die Unfallstelle gesperrt werden und die Spurensicherung beginnen. Außer Staatsanwaltschaft und Polizei haben nur noch die Mitarbeiter der BFU Zutritt. Die Auswertung des jeweils untersuchten Vorkommnisses sowie die daraus resultierenden Schlussfolgerungen und Sicherheitsempfehlungen sollen nicht der Klärung der Schuld- bzw. Haftungsfrage dienen. Die technische Untersuchung hat einzig das Ziel, Erkenntnisse zu gewinnen, mit denen künftige Unfälle und Störungen verhütet werden können.

### Einsatzfahrzeuge
Die BFU verfügt über verschiedene Fahrzeuge, von denen einige Sondersignalanlagen haben. Sind die zurückzulegenden Entfernungen zu groß, so kann auch auf Hubschrauber der Bundespolizei zurückgegriffen werden.